# Festival international du film de Vancouver
Le festival international du film de Vancouver (Vancouver International Film Festival ou VIFF) est un festival de cinéma annuel qui se tient entre fin septembre et début octobre à Vancouver, au Canada.
Le festival présente des films de provenance variée, particulièrement du Canada et d'Asie de l'est.

## Programme
- Altered States
- Arts and Letters
- Canadian Images
- Cinema of Our Time
- Dragons & Tigers
- Galas
- International Shorts
- Nonfiction Features
- Special Presentations
- Spotlight on France

## Palmarès

### Années 2000

#### 2002
- Film international : Bowling for Columbine de Michael Moore
- Film canadien : Expecting de Deborah Day et Fix: The Story of an Addicted City de Nettie Wild
- Office national du film du Canada : meilleur documentaire : Gambling, Gods and LSD de Peter Mettler

#### 2003
- Film international : Kamchatka de Marcelo Piñeyro
- Film canadien : The Corporation de Mark Achbar et Jennifer Abbott
- Office national du film du Canada : meilleur documentaire : Los Angeles Plays Itself de Thom Andersen

#### 2004
- Film international : Mon ami Machuca de Andrés Wood
- Film canadien : Ce qu'il reste de nous de François Prévost et Hugo Latulippe et Being Caribou de Leanne Allison and Diana Wilson
- Office national du film du Canada : meilleur documentaire : In the Realms of the Unreal de Jessica Yu

#### 2005
- Film international : Va, vis et deviens de Radu Mihaileanu
- Film canadien : Eve and the Fire Horse de Julia Kwan
- Office national du film du Canada : meilleur documentaire : A Particular Silence de Stefano Rulli

#### 2006
- Film international : La Vie des autres  de Florian Henckel von Donnersmarck
- Film canadien : Mystic Ball de Greg Hamilton
- Office national du film du Canada : meilleur documentaire : Have You Heard From Johannesburg? de Connie Field
- Prix spécial du jury : Radiant City de Gary Burns et Jim Brown

#### 2007
- Vancity People's Choice Award du film canadien : She's a Boy I Knew de Gwen Haworth
- Rogers People's Choice Award du film international : Persepolis de Marjane Satrapi and Vincent Paronnaud
- People's Choice Award pour un film de non-fiction : Garbage Warrior de Oliver Hodge
- Kyoto Planet : The Planet de Johan Söderberg, Michael Stenberg, and Linus Torell
- Dragons and Tigers : Fujian Blue de Weng Shouming et Mid-Afternoon Barks de Zhang Yuedong
- Citytv Western Canadian : Normal de Carl Bessai
- Office national du film du Canada : meilleur documentaire : Up the Yangtze directed by Yung Chang
- Prix artistique féminin : She's a Boy I Knew de Gwen Haworth

#### 2008
- Citytv Western Canada : La Guerre de l'ombre (Fifty Dead Men Walking) de Kari Skogland
- VIFF pour un film de non-fiction : Born Without de Eva Norvind
- Prix artistique féminin : Tantoo Cardinal pour Mothers & Daughters
- Rogers People's Choice Award: Il y a longtemps que je t'aime de Philippe Claudel
- documentary Audience Award: Throw Down Your Heart directed by Sascha Paladino
- VIFF Most Popular Canadian Film Award: Mothers & Daughters (en) de Carl Bessai
- Office national du film du Canada : meilleur documentaire : Fierce Lightde Velcrow Ripper
- VIFF du film sur l'environnement : Blue Gold: World Water Wars de Sam Bozzo

#### 2009
- Canwest Award du film canadien : J'ai tué ma mère de Xavier Dolan
- Prix artistique féminin : 65 Redroses dirigé et produit par Nimisha Mukerji and Gillian Lowry
- Rogers People's Choice Award: Soundtrack for a Revolution de Bill Guttentag and Dan Sturman
- VIFF du film canadien : 65 Redroses de Nimisha Mukerji & Philip Lyall
- Office national du film du Canada : meilleur documentaire : 65 Redroses de Nimisha Mukerji & Philip Lyall
- VIFF du film sur l'environnement : At the Edge of the World de Dan Stone

### Années 2010

#### 2010
- ET Canada Award du film canadien : Incendies de Denis Villeneuve
- Rogers People’s Choice Award : Waste Land de Lucy Walker
- VIFF pour un film de non-fiction : Kinshasa Symphony de Claus Wischmann et Martin Baer
- VIFF du film canadien : Two Indians Talking de Sara McIntyre
- Office national du film du Canada : meilleur documentaire : Leave Them Laughing de John Zaritsky
- VIFF du film sur l'environnement : Force Of Nature: The David Suzuki Movie de Sturla Gunnarsson

#### 2011
- Shaw Media Award du film canadien : Nuit #1 de Anne Émond
- Rogers People’s Choice Award : Une séparation de  Asghar Farhadi
- VIFF pour un film de non-fiction : Sing Your Song de  Susanne Rostock
- VIFF du film canadien : Starbuck de Ken Scott
- Office national du film du Canada : meilleur documentaire : Peace Out de  Charles Wilkinson
- VIFF du film sur l'environnement : People of a Feather de  Joel Heath

#### 2012
- Film canadien : Blackbird de Jason Buxton
- Rogers People’s Choice Award : La Chasse de Thomas Vinterberg
- VIFF du film canadien : Becoming Redwood de Jesse James Miller
- Office national du film du Canada : meilleur documentaire : Blood Relative de  Nimisha Mukerji
- VIFF du documentaire : Nuala de Patrick Farrelly and Kate O'Callaghan
- VIFF du film sur l'environnement : Revolution de  Rob Stewart
- Prix artistique féminin : Liverpool de Manon Briand

#### 2013
- Film canadien : Rhymes for Young Ghouls de Jeff Barnaby et That Burning Feeling de Jason James
- Rogers People’s Choice Award : Tel père, tel fils de Hirokazu Kore-eda
- VIFF du film canadien : Down River de Ben Ratner
- VIFF du documentaire : When I Walk de Jason DaSilva
- VIFF du film sur l'environnement : Salmon Confidential de Twyla Roscovich
- VIFF du premier film international : Wadjda de Haifaa al-Mansour
- Prix artistique féminin : Sarah préfère la course de Chloé Robichaud